# Kamer van volksvertegenwoordigers (samenstelling 2010-2014)
De lijst van leden van de Belgische Kamer van volksvertegenwoordigers van 2010 tot 2014. De Kamer van volksvertegenwoordigers telt momenteel 150 leden. Het federale kiesstelsel is gebaseerd op algemeen enkelvoudig stemrecht voor alle Belgen van 18 jaar en ouder, volgens een systeem van evenredige vertegenwoordiging op basis van de methode-D'Hondt, gecombineerd met een districtenstelsel en met een kiesdrempel van 5% in de vijf provinciale kieskringen, want in de kieskringen Brussel-Halle-Vilvoorde en Leuven is de wettelijke kiesdrempel niet van toepassing.
De legislatuur liep van 6 juli 2010 tot 24 april 2014 en controleerde de werking van de regering-Di Rupo: bestaande uit PS, MR, cdH, CD&V, sp.a en Open Vld. De oppositiepartijen waren dus N-VA, Groen!, Ecolo, Vlaams Belang, FDF, PP en LDD.
De 53ste legislatuur van de Kamer volgde uit de verkiezingen van 13 juni 2010.

## Zittingen
In de 53ste zittingsperiode (2010-2014) vonden vijf zittingen plaats. Van rechtswege kwamen de Kamers ieder jaar bijeen op de tweede dinsdag van oktober. Dit was de laatste legislatuur met een reguliere duur van (maximum) vier jaar.
| Zitting               | Opening         | Sluiting        |
| --------------------- | --------------- | --------------- |
| buitengewone zitting  | 6 juli 2010     | 11 oktober 2010 |
| 2de zitting 2010-2011 | 12 oktober 2010 | 10 oktober 2011 |
| 3de zitting 2011-2012 | 11 oktober 2011 | 8 oktober 2012  |
| 4de zitting 2012-2013 | 9 oktober 2012  | 7 oktober 2013  |
| 5de zitting 2013-2014 | 8 oktober 2013  | 28 april 2014   |

De Kamers werden van rechtswege ontbonden door de verklaring tot herziening van de Grondwet van 25 april 2014.

## Basisgegevens
De kamer heeft sinds 13 juni 2010 de volgende samenstelling.
Het stemmenaantal is een eerste bepalende factor voor de zetelverdeling. Het kiesstelsel en het kiessysteem zijn een tweede en derde bepalende factor voor de zetelverdeling. Het kiesstelsel voorziet geen verhoudingsgewijze zetelverdeling op basis van de totale stemmenaantal binnen één nationale kiesomschrijving, waarbij elke uitgebrachte stem een gelijke waarde heeft in de bepaling van de zetelsterkte van de deelnemende kieslijsten. Dit gebeurt via een getrapt systeem van regionale kieskringen of kiesarrondissementen. Deze kieskringen krijgen elk een te verdelen aantal zetels toebedeeld, op basis van de bevolkingsomvang. Zo zijn er momenteel 11 kieskringen voor federale parlementsverkiezingen (kamer). Voor de verkiezingen van 2010 was de verdeling als volgt:
- kiesarrondissement Antwerpen: 24 zetels
- kiesarrondissement Brussel-Halle-Vilvoorde: 22 zetels
- kiesarrondissement Oost-Vlaanderen: 20 zetels
- kiesarrondissement Henegouwen: 19 zetels
- kiesarrondissement West-Vlaanderen: 16 zetels
- kiesarrondissement Luik: 15 zetels
- kiesarrondissement Limburg: 12 zetels
- kiesarrondissement Leuven: 7 zetels
- kiesarrondissement Waals-Brabant: 5 zetels
- kiesarrondissement Namen: 6 zetels
- kiesarrondissement Luxemburg: 4 zetels

Op de provincie Vlaams-Brabant en het extraprovinciale gebied bestaande uit Brussel en de 18 omringende gemeenten na, lopen de grenzen van de kiesarrondissementen voor de kamer gelijk met die van de provincies. Daardoor zijn enkel Brussel-Halle-Vilvoorde en Leuven aparte kieskringen:
- het kiesarrondissement Leuven is tevens een gerechtelijk en een bestuurlijk arrondissement. Het ligt volledig in het Vlaams Gewest en behoort tot het eentalig gebied van de Vlaamse Gemeenschap.
- het kiesarrondissement Brussel-Halle-Vilvoorde is tevens een gerechtelijk arrondissement, dat is samengesteld uit twee bestuurlijke arrondissementen, namelijk:
  - het bestuurlijk arrondissement Brussel-Hoofdstad behoort tot het Brussels Hoofdstedelijk Gewest en volledig samenvalt met het tweetalige gebied Brussel-Hoofdstad. Dit bestuurlijk arrondissement is het enige gebied in België dat niet tot een provincie behoort, maar wel beschikt over een gouverneur.
  - het bestuurlijk arrondissement Halle-Vilvoorde behoort tot het Vlaams Gewest en behoort tot het eentalig gebied van de Vlaamse Gemeenschap. De zes faciliteitengemeenten rond Brussel behoren integraal hiertoe. Het bestuurlijk arrondissement behoort verder tot de provincie Vlaams-Brabant.

## Samenstelling
| Begin legislatuur (2010) | Begin legislatuur (2010) | Begin legislatuur (2010) | Einde legislatuur (2014) | Einde legislatuur (2014) | Einde legislatuur (2014) |
| Fractie                  | Fractie                  | Zetels                   | Fractie                  | Fractie                  | Zetels                   |
| ------------------------ | ------------------------ | ------------------------ | ------------------------ | ------------------------ | ------------------------ |
|                          | N-VA                     | 27                       |                          | N-VA                     | 27                       |
|                          | PS                       | 26                       |                          | PS                       | 26                       |
|                          | MR                       | 18                       |                          | CD&V                     | 17                       |
|                          | CD&V                     | 17                       |                          | MR                       | 16                       |
|                          | sp.a                     | 13                       |                          | sp.a                     | 13                       |
|                          | Open Vld                 | 13                       |                          | Open Vld                 | 13                       |
|                          | Ecolo/Groen!             | 13                       |                          | Ecolo/Groen              | 13                       |
|                          | Vlaams Belang            | 12                       |                          | Vlaams Belang            | 11                       |
|                          | cdH                      | 9                        |                          | cdH                      | 9                        |
|                          | LDD                      | 1                        |                          | FDF                      | 2                        |
|                          | PP                       | 1                        |                          | Onafhankelijk            | 2                        |
|                          |                          |                          |                          | LDD                      | 1                        |

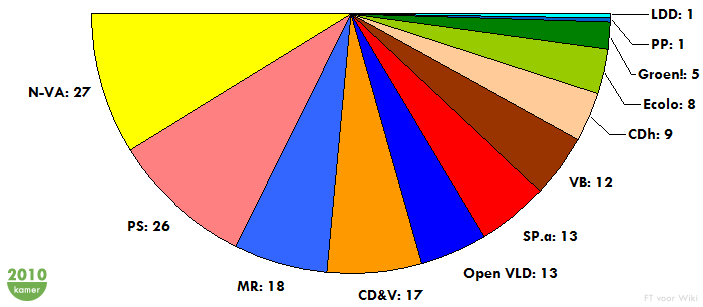
Zetelverdeling van de Kamer van volksvertegenwoordigers op 6 juli 2010

Wijzigingen in fractiesamenstelling:
- In 2011 verlaat Laurent Louis (PP) zijn partij. Hij zetelt voortaan als onafhankelijke.
- In 2011 verlaat het FDF de MR-fractie. De drie FDF-parlementsleden Olivier Maingain, Bernard Clerfayt en Damien Thiéry zetelen voortaan in de FDF-fractie. De MR-fractie zetelt vanaf dan 15 leden.
- In 2013 verlaat Alexandra Colen het Vlaams Belang. Ze zetelt vanaf dan als onafhankelijke.
- In 2014 stapt FDF-verkozene Damien Thiéry over naar de MR. De MR-fractie telt voortaan 16 leden en de FDF-fractie twee leden.

## Lijst van de volksvertegenwoordigers
| Volksvertegenwoordiger    | Fractie         | Kieskring               | Taalgroep  | Opmerkingen |
| ------------------------- | --------------- | ----------------------- | ---------- | --- |
| Jan Jambon                | N-VA            | Antwerpen               | Nederlands | Voorzitter van de N-VA-fractie. |
| Sophie De Wit             | N-VA            | Antwerpen               | Nederlands | Voorzitter van de commissie belast met de Problemen inzake Handels- en Economisch Recht. |
| Flor Van Noppen           | N-VA            | Antwerpen               | Nederlands | |
| Zuhal Demir               | N-VA            | Antwerpen               | Nederlands | |
| Reinilde Van Moer         | N-VA            | Antwerpen               | Nederlands | |
| Jan Van Esbroeck          | N-VA            | Antwerpen               | Nederlands | |
| Bert Wollants             | N-VA            | Antwerpen               | Nederlands | Vervangt vanaf 6 juli 2010 Kris Van Dijck, die verkiest om in het Vlaams Parlement te blijven zetelen. |
| Minneke De Ridder         | N-VA            | Antwerpen               | Nederlands | |
| Ben Weyts                 | N-VA            | Brussel-Halle-Vilvoorde | Nederlands | Ondervoorzitter en tot 27 april 2011 voorzitter van de commissie Binnenlandse Zaken, Algemene Zaken en Openbaar Ambt. |
| Nadia Sminate             | N-VA            | Brussel-Halle-Vilvoorde | Nederlands | |
| Kristien Van Vaerenbergh  | N-VA            | Brussel-Halle-Vilvoorde | Nederlands | Voorzitter van de commissie Justitie vanaf 1 december 2012. |
| Theo Francken             | N-VA            | Leuven                  | Nederlands | |
| Els Demol                 | N-VA            | Leuven                  | Nederlands | |
| Peter Luykx               | N-VA            | Limburg                 | Nederlands | Vervangt vanaf 6 juli 2010 Frieda Brepoels, die verkiest om in het Europees Parlement te blijven zetelen. |
| Veerle Wouters            | N-VA            | Limburg                 | Nederlands | Vervangt vanaf 6 juli 2010 Jan Peumans, die verkiest om in het Vlaams Parlement te blijven zetelen. |
| Steven Vandeput           | N-VA            | Limburg                 | Nederlands | |
| Karolien Grosemans        | N-VA            | Limburg                 | Nederlands | |
| Siegfried Bracke          | N-VA            | Oost-Vlaanderen         | Nederlands | Ondervoorzitter en vanaf 27 april 2011 voorzitter van de commissie Binnenlandse Zaken, Algemene Zaken en Openbaar Ambt. |
| Sarah Smeyers             | N-VA            | Oost-Vlaanderen         | Nederlands | Quaestor en tot 30 november 2012 voorzitter van de commissie Justitie. |
| Karel Uyttersprot         | N-VA            | Oost-Vlaanderen         | Nederlands | |
| Peter Dedecker            | N-VA            | Oost-Vlaanderen         | Nederlands | |
| Ingeborg De Meulemeester  | N-VA            | Oost-Vlaanderen         | Nederlands | |
| Miranda Van Eetvelde      | N-VA            | Oost-Vlaanderen         | Nederlands | |
| Bert Maertens             | N-VA            | West-Vlaanderen         | Nederlands | Vervangt vanaf 13 juli 2010 Geert Bourgeois, minister in de Vlaamse Regering. |
| Daphné Dumery             | N-VA            | West-Vlaanderen         | Nederlands | |
| Cathy Coudyser            | N-VA            | West-Vlaanderen         | Nederlands | Vervangt vanaf 8 november 2012 de ontslagnemende Manu Beuselinck, die de nationale politiek verlaat. |
| Koenraad Degroote         | N-VA            | West-Vlaanderen         | Nederlands | |
| Philippe Blanchart        | PS              | Henegouwen              | Frans      | |
| Colette Burgeon           | PS              | Henegouwen              | Frans      | Quaestor. |
| Christophe Lacroix        | PS              | Luik                    | Frans      | Vervangt vanaf 25 oktober 2012 de ontslagnemende Guy Coëme, die de nationale politiek verlaat. |
| André Perpète             | PS              | Luxemburg               | Frans      | Vervangt vanaf 7 december 2011 Philippe Courard, staatssecretaris in de Federale Regering. |
| Jean-Marc Delizée         | PS              | Namen                   | Frans      | Ondervoorzitter vanaf 27 juni 2013. |
| Vincent Sampaoli          | PS              | Namen                   | Frans      | Vervangt vanaf 18 april 2013 de ontslagnemende Valérie Déom, die de nationale politiek verlaat. |
| Laurent Devin             | PS              | Henegouwen              | Frans      | |
| Laurence Meire            | PS              | Henegouwen              | Frans      | Vervangt vanaf 10 januari 2013 Elio Di Rupo, minister in de Federale Regering, die van 7 december 2011 tot 10 januari 2013 werd vervangen door Bruno Van Grootenbrulle. |
| Bruno Van Grootenbrulle   | PS              | Henegouwen              | Frans      | Vervangt vanaf 10 januari 2013 de ontslagnemende Anthony Dufrane, die schepen wordt in Charleroi. |
| Julie Fernandez-Fernandez | PS              | Luik                    | Frans      | |
| André Flahaut             | PS              | Waals-Brabant           | Frans      | Voorzitter van de Kamer en voorzitter van de commissie Herziening van de Grondwet en Hervorming der Instellingen. |
| André Frédéric            | PS              | Luik                    | Frans      | Ondervoorzitter tot 21 juni 2013 en vanaf 21 juni 2013 voorzitter van de PS-fractie. |
| Véronique Bonni           | PS              | Luik                    | Frans      | Vervangt vanaf 26 juni 2013 de ontslagnemende Thierry Giet, die rechter aan het Grondwettelijk Hof wordt. Giet was van 6 juli 2010 tot 24 juni 2013 de vervanger van Michel Daerden, die verkoos om in het Waals Parlement te blijven zetelen, en was voorzitter van de PS-fractie tot 19 juni 2013. |
| Olivier Henry             | PS              | Henegouwen              | Frans      | Vervangt vanaf 6 juli 2010 Rudy Demotte, minister in de Waalse Regering. |
| Karine Lalieux            | PS              | Brussel-Halle-Vilvoorde | Frans      | Vervangt vanaf 6 juli 2010 Fadila Laanan, minister in de Franse Gemeenschapsregering. |
| Marie-Claire Lambert      | PS              | Luik                    | Frans      | Vanaf 14 januari 2014 voorzitter van de commissie Sociale Zaken. |
| Alain Mathot              | PS              | Luik                    | Frans      | |
| Yvan Mayeur               | PS              | Brussel-Halle-Vilvoorde | Frans      | Voorzitter van de commissie Sociale Zaken tot 14 januari 2014. |
| Manuella Senecaut         | PS              | Henegouwen              | Frans      | Vervangt vanaf 17 september 2013 de overleden Patrick Moriau. |
| Linda Musin               | PS              | Luik                    | Frans      | Vervangt vanaf 6 juli 2010 Mauro Lenzini, die verkiest om in het Waals Parlement te blijven zetelen. |
| Isabelle Emmery           | PS              | Brussel-Halle-Vilvoorde | Frans      | Vervangt vanaf 7 december 2011 Laurette Onkelinx, minister in de Federale Regering. |
| Özlem Özen                | PS              | Henegouwen              | Frans      | |
| Mohammed Jabour           | PS              | Brussel-Halle-Vilvoorde | Frans      | Vervangt vanaf 13 december 2012 Rachid Madrane, die staatssecretaris in de Brusselse Hoofdstedelijke Regering wordt. Madrane verving van 6 juli 2010 tot 13 december 2012 Charles Picqué, minister in de Brusselse Hoofdstedelijke Regering.                                                         |
| Franco Seminara           | PS              | Henegouwen              | Frans      | |
| Christiane Vienne         | PS              | Henegouwen              | Frans      | |
| Eric Thiébaut             | PS              | Henegouwen              | Frans      | |
| Corinne De Permentier     | MR              | Brussel-Halle-Vilvoorde | Frans      | Ondervoorzitter. |
| François-Xavier de Donnea | MR              | Brussel-Halle-Vilvoorde | Frans      | Voorzitter van de commissie Buitenlandse Betrekkingen. |
| Olivier Destrebecq        | MR              | Henegouwen              | Frans      | Vervangt vanaf 7 december 2011 Olivier Chastel, minister in de Federale Regering. |
| Jacqueline Galant         | MR              | Henegouwen              | Frans      | Quaestor vanaf 19 juli 2012. |
| Marie-Christine Marghem   | MR              | Henegouwen              | Frans      | |
| Denis Ducarme             | MR              | Henegouwen              | Frans      | |
| Valérie Warzée-Caverenne  | MR              | Namen                   | Frans      | Vervangt vanaf 7 december 2011 Sabine Laruelle, minister in de Federale Regering. |
| David Clarinval           | MR              | Namen                   | Frans      | |
| Philippe Collard          | MR              | Luxemburg               | Frans      | |
| Charles Michel            | MR              | Waals-Brabant           | Frans      | |
| Valérie De Bue            | MR              | Waals-Brabant           | Frans      | |
| Luc Gustin                | MR              | Luik                    | Frans      | Vervangt vanaf 7 december 2011 Didier Reynders, minister in de Federale Regering. |
| Kattrin Jadin             | MR              | Luik                    | Frans      | |
| Daniel Bacquelaine        | MR              | Luik                    | Frans      | Voorzitter van de MR-fractie. |
| Philippe Goffin           | MR              | Luik                    | Frans      | |
| Nik Van Gool              | CD&V            | Antwerpen               | Nederlands | Vervangt vanaf 10 januari 2013 de ontslagnemende Inge Vervotte, die de nationale politiek verlaat. |
| Kristof Waterschoot       | CD&V            | Antwerpen               | Nederlands | Vervangt vanaf 7 december 2011 Servais Verherstraeten, staatssecretaris in de Federale Regering. Verherstraeten was tot 6 december 2011 voorzitter van de CD&V-fractie. |
| Nahima Lanjri             | CD&V            | Antwerpen               | Nederlands | |
| Jef Van den Bergh         | CD&V            | Antwerpen               | Nederlands | |
| Steven Vanackere          | CD&V            | Brussel-Halle-Vilvoorde | Nederlands | Werd van 7 december 2011 tot 5 maart 2013 als minister in de Federale Regering vervangen door Michel Doomst. |
| Sonja Becq                | CD&V            | Brussel-Halle-Vilvoorde | Nederlands | Ondervoorzitter. |
| Carl Devlies              | CD&V            | Leuven                  | Nederlands | |
| Raf Terwingen             | CD&V            | Limburg                 | Nederlands | Vanaf 7 december 2011 voorzitter van de CD&V-fractie. |
| Liesbeth Van der Auwera   | CD&V            | Limburg                 | Nederlands | Voorzitter van de commissie Bedrijfsleven, Wetenschapsbeleid, Onderwijs, Nationale Wetenschappelijke en Culturele Instellingen, Middenstand en Landbouw. |
| Gerald Kindermans         | CD&V            | Limburg                 | Nederlands | Vervangt vanaf 6 juli 2010 Ivo Belet, die verkiest om in het Europees Parlement te blijven zetelen. Kindermans is quaestor. |
| Jenne De Potter           | CD&V            | Oost-Vlaanderen         | Nederlands | Vervangt vanaf 7 december 2011 Pieter De Crem, minister in de Federale Regering. |
| Leen Dierick              | CD&V            | Oost-Vlaanderen         | Nederlands | |
| Stefaan Vercamer          | CD&V            | Oost-Vlaanderen         | Nederlands | |
| Roel Deseyn               | CD&V            | West-Vlaanderen         | Nederlands | Vervangt vanaf 15 december 2011 de ontslagnemende Yves Leterme, die de nationale politiek verlaat. Daarvoor verving hij van 7 tot 15 december 2011 staatssecretaris in de Federale Regering Hendrik Bogaert.                                                                                         |
| Bercy Slegers             | CD&V            | West-Vlaanderen         | Nederlands | Vervangt vanaf 8 oktober 2013 de ontslagnemende Stefaan De Clerck, die de nationale politiek verlaat. Daarvoor verving ze van 15 december 2011 tot 8 oktober 2013 staatssecretaris in de Federale Regering Hendrik Bogaert.                                                                          |
| Nathalie Muylle           | CD&V            | West-Vlaanderen         | Nederlands | |
| Gerda Mylle               | CD&V            | West-Vlaanderen         | Nederlands | Vervangt vanaf 8 oktober 2013 Hendrik Bogaert, staatssecretaris in de Federale Regering. |
| Caroline Gennez           | sp.a            | Antwerpen               | Nederlands | |
| David Geerts              | sp.a            | Antwerpen               | Nederlands | Vervangt vanaf 6 juli 2010 Patrick Janssens, die verkiest om in het Vlaams Parlement te blijven zetelen. |
| Maya Detiège              | sp.a            | Antwerpen               | Nederlands | Voorzitter van de commissie Volksgezondheid, Leefmilieu en Maatschappelijke Hernieuwing vanaf 9 januari 2013. |
| Hans Bonte                | sp.a            | Brussel-Halle-Vilvoorde | Nederlands | Voorzitter van de commissie Volksgezondheid, Leefmilieu en Maatschappelijke Hernieuwing tot 19 december 2012. |
| Bruno Tobback             | sp.a            | Leuven                  | Nederlands | Voorzitter van de sp.a-fractie tot 18 september 2011. |
| Meryame Kitir             | sp.a            | Limburg                 | Nederlands | Vervangt vanaf 6 juli 2010 Ingrid Lieten, minister in de Vlaamse Regering. |
| Peter Vanvelthoven        | sp.a            | Limburg                 | Nederlands | |
| Dirk Van der Maelen       | sp.a            | Oost-Vlaanderen         | Nederlands | Secretaris. |
| Karin Temmerman           | sp.a            | Oost-Vlaanderen         | Nederlands | Voorzitter van de sp.a-fractie vanaf 22 september 2011. |
| Bruno Tuybens             | sp.a            | Oost-Vlaanderen         | Nederlands | |
| Renaat Landuyt            | sp.a            | West-Vlaanderen         | Nederlands | |
| Rosaline Mouton           | sp.a            | West-Vlaanderen         | Nederlands | Vervangt vanaf 6 december 2012 de ontslagnemende Myriam Vanlerberghe. |
| Ann Vanheste              | sp.a            | West-Vlaanderen         | Nederlands | |
| Frank Wilrycx             | Open Vld        | Antwerpen               | Nederlands | Vervangt vanaf 7 december 2011 Annemie Turtelboom, minister in de Federale Regering. |
| Bart Somers               | Open Vld        | Antwerpen               | Nederlands | Secretaris vanaf 20 juli 2011. |
| Willem-Frederik Schiltz   | Open Vld        | Antwerpen               | Nederlands | |
| Lieve Wierinck            | Open Vld        | Brussel-Halle-Vilvoorde | Nederlands | Vervangt vanaf 16 december 2011 Guy Vanhengel, minister in de Brusselse Hoofdstedelijke Regering. |
| Luk Van Biesen            | Open Vld        | Brussel-Halle-Vilvoorde | Nederlands | Vervangt vanaf 7 december 2011 Maggie De Block, staatssecretaris in de Federale Regering. De Block was tot 5 december 2011 voorzitter van de commissie Infrastructuur, Verkeer en Overheidsbedrijven.                                                                                                |
| Gwendolyn Rutten          | Open Vld        | Leuven                  | Nederlands | |
| Patrick Dewael            | Open Vld        | Limburg                 | Nederlands | Secretaris tot 20 juli 2011 en voorzitter van de Open Vld-fractie vanaf 22 juli 2011. |
| Mathias De Clercq         | Open Vld        | Oost-Vlaanderen         | Nederlands | |
| Carina Van Cauter         | Open Vld        | Oost-Vlaanderen         | Nederlands | |
| Herman De Croo            | Open Vld        | Oost-Vlaanderen         | Nederlands | Voorzitter van de Open Vld-fractie tot 18 juli 2011. |
| Ine Somers                | Open Vld        | Oost-Vlaanderen         | Nederlands | |
| Vincent Van Quickenborne  | Open Vld        | West-Vlaanderen         | Nederlands | Werd van 7 december 2011 tot 18 oktober 2012 als minister in de Federale Regering vervangen door Roland Defreyne. |
| Sabien Lahaye-Battheu     | Open Vld        | West-Vlaanderen         | Nederlands | Vanaf 12 december 2011 voorzitter van de commissie Infrastructuur, Verkeer en Overheidsbedrijven. |
| Gerolf Annemans           | Vlaams Belang   | Antwerpen               | Nederlands | Voorzitter van de Vlaams Belang-fractie tot 23 april 2013. |
| Rita De Bont              | Vlaams Belang   | Antwerpen               | Nederlands | |
| Bruno Valkeniers          | Vlaams Belang   | Antwerpen               | Nederlands | |
| Alexandra Colen           | Vlaams Belang   | Antwerpen               | Nederlands | Zetelt sinds 31 januari 2013 als onafhankelijke. |
| Filip De Man              | Vlaams Belang   | Brussel-Halle-Vilvoorde | Nederlands | Secretaris en voorzitter van de commissie Landsverdediging. |
| Hagen Goyvaerts           | Vlaams Belang   | Leuven                  | Nederlands | |
| Bert Schoofs              | Vlaams Belang   | Limburg                 | Nederlands | |
| Annick Ponthier           | Vlaams Belang   | Limburg                 | Nederlands | |
| Guy D'haeseleer           | Vlaams Belang   | Oost-Vlaanderen         | Nederlands | |
| Barbara Pas               | Vlaams Belang   | Oost-Vlaanderen         | Nederlands | Voorzitter van de Vlaams Belang-fractie vanaf 25 april 2013. |
| Tanguy Veys               | Vlaams Belang   | Oost-Vlaanderen         | Nederlands | |
| Peter Logghe              | Vlaams Belang   | West-Vlaanderen         | Nederlands | |
| Jeanne Nyanga-Lumbala     | cdH             | Brussel-Halle-Vilvoorde | Frans      | Vervangt vanaf 16 mei 2013 Georges Dallemagne, die van 7 december 2011 tot 16 mei 2013 minister in de Federale Regering Joëlle Milquet verving. |
| Georges Dallemagne        | cdH             | Brussel-Halle-Vilvoorde | Frans      | Vervangt vanaf 16 mei 2013 de ontslagnemende Myriam Delacroix-Rolin, die van 6 juli 2010 tot 16 mei 2013 minister in de Brusselse Hoofdstedelijke Regering Benoît Cerexhe verving. |
| Catherine Fonck           | cdH             | Henegouwen              | Frans      | Voorzitter van de cdH-fractie. |
| Christian Brotcorne       | cdH             | Henegouwen              | Frans      | |
| Christophe Bastin         | cdH             | Namen                   | Frans      | Vervangt vanaf 6 juli 2010 Maxime Prévot, die verkiest om in het Waals Parlement te blijven zetelen. |
| Benoît Lutgen             | cdH             | Luxemburg               | Frans      | Werd van 6 juli 2010 tot 15 december 2011 als minister in de Waalse Regering vervangen door Annick Van Den Ende-Chapellier. |
| Josy Arens                | cdH             | Luxemburg               | Frans      | Vervangt vanaf 6 juli 2010 Isabelle Poncelet, die verkiest om gedeputeerde van Luxemburg te blijven. |
| Benoît Drèze              | cdH             | Luik                    | Frans      | Vervangt vanaf 6 juli 2013 Marie-Martine Schyns, die minister in de Franse Gemeenschapsregering wordt. Schyns verving van 7 december 2011 tot 6 juli 2013 staatssecretaris in de Federale Regering Melchior Wathelet                                                                                 |
| Joseph George             | cdH             | Luik                    | Frans      | Vervangt vanaf 6 juli 2010 Marie-Dominique Simonet, minister in de Franse Gemeenschapsregering |
| Fouad Lahssaini           | Ecolo           | Brussel-Halle-Vilvoorde | Frans      | Vervangt vanaf 29 maart 2012 Olivier Deleuze, die partijvoorzitter van Ecolo wordt. Deleuze was voorzitter van de Ecolo-Groen!-fractie van 15 juli 2010 tot 15 juli 2011. |
| Zoé Genot                 | Ecolo           | Brussel-Halle-Vilvoorde | Frans      | |
| Juliette Boulet           | Ecolo           | Henegouwen              | Frans      | |
| Ronny Balcaen             | Ecolo           | Henegouwen              | Frans      | |
| Georges Gilkinet          | Ecolo           | Namen                   | Frans      | Vanaf 2 april 2012 voorzitter van de commissie Financiën en Begroting. |
| Thérèse Snoy              | Ecolo           | Waals-Brabant           | Frans      | |
| Muriel Gerkens            | Ecolo           | Luik                    | Frans      | Voorzitter van de Ecolo-Groen!/Ecolo-Groen-fractie tot 15 juli 2010, een functie die ze opnieuw uitoefende van 9 oktober 2012 tot 3 september 2013. Gerkens was tot 1 april 2012 tevens voorzitter van de commissie Financiën en Begroting.                                                          |
| Eric Jadot                | Ecolo           | Luik                    | Frans      | |
| Meyrem Almaci             | Groen!          | Antwerpen               | Nederlands | Voorzitter van de Ecolo-Groen!-fractie van 1 augustus tot 14 november 2011 en secretaris vanaf 14 november 2013. |
| Kristof Calvo             | Groen!          | Antwerpen               | Nederlands | |
| Eva Brems                 | Groen!          | Leuven                  | Nederlands | |
| Stefaan Van Hecke         | Groen!          | Oost-Vlaanderen         | Nederlands | Secretaris tot 17 november 2011 en voorzitter van de Ecolo-Groen!/Ecolo-Groen-fractie van 15 november 2011 tot 9 oktober 2012, een functie die hij opnieuw uitoefende vanaf 1 oktober 2013. |
| Wouter De Vriendt         | Groen!          | West-Vlaanderen         | Nederlands | Secretaris van 17 november 2011 tot 14 november 2013. |
| Bernard Clerfayt          | FDF             | Brussel-Halle-Vilvoorde | Frans      | |
| Olivier Maingain          | FDF             | Brussel-Halle-Vilvoorde | Frans      | Quaestor tot 19 juli 2012. |
| Damien Thiéry             | FDF             | Brussel-Halle-Vilvoorde | Frans      | Stapt op 20 december 2013 over naar de MR-fractie. |
| Jean-Marie Dedecker       | LDD             | West-Vlaanderen         | Nederlands | |
| Laurent Louis             | Parti Populaire | Waals-Brabant           | Frans      | Zetelt van 2 februari tot 15 december 2011 als onafhankelijke, van 15 december 2011 tot 11 januari 2013 onder de benaming MLD en vanaf 11 januari 2013 opnieuw als onafhankelijke. |

## Politiek bestuur
De plenaire vergadering van 20 juli 2010 heeft formeel het politieke bestuur verkozen in geheime stemming.

### Voorzitter van de Kamer
Er waren twee kandidaten, André Flahaut (PS) en Alexandra Colen (toen nog VB). 135 van de 150 parlementsleden hebben deelgenomen aan een geheime stemming. Hiervan waren 102 stemmen geldig uitgebracht en 33 stemmen ongeldig uitgebracht of blanco. Van de geldige stemmen gingen er 91 naar André Flahaut en 11 naar Alexandra Colen. André Flahaut (PS) werd aldus verkozen tot voorzitter van de kamer. De keuze kwam tot stand in het brede kader van de regeringsonderhandelingen tussen Bart De Wever (N-VA) en Elio Di Rupo (PS) en werd op 19 juli 2010 reeds wereldkundig gemaakt.

### Bureau van de Kamer
De overige leden van het bureau worden eenparig aangesteld door de vergadering, zonder tegenkandidaten
- Voorzitter: André Flahaut (PS)
- 1e Ondervoorzitter: Ben Weyts (N-VA)
- 2e Ondervoorzitter: Corinne De Permentier (MR)
- 3e Ondervoorzitter: Sonja Becq (CD&V)
- 4e Ondervoorzitter: Siegfried Bracke (N-VA)
- 5e Ondervoorzitter: André Frédéric (PS), op 27 juni 2013 vervangen door Jean-Marc Delizée
- 1e Secretaris: Dirk Van der Maelen (sp.a)
- 2e Secretaris: Patrick Dewael (Open Vld)
- 3e Secretaris: Annick Van Den Ende-Chapellier (cdH)
- 4e Secretaris: Filip De Man (VB)
- Fractieleider N-VA: Jan Jambon
- Fractieleider PS: Thierry Giet, vanaf 21 juni 2013 vervangen door André Frédéric
- Fractieleider MR: Daniel Bacquelaine
- Fractieleider CD&V: Servais Verherstraeten, vanaf 7 december 2011 vervangen door Raf Terwingen
- Fractieleider sp.a: Bruno Tobback, vanaf 18 september 2011 vervangen door Karin Temmerman
- Fractieleider Open Vld: Herman De Croo, vanaf 20 juli 2011 vervangen door Patrick Dewael
- Fractieleider Ecolo/Groen: Olivier Deleuze, vanaf 29 maart 2012 vervangen door Muriel Gerkens
- Fractieleider VB: Gerolf Annemans, vanaf 25 april 2013 vervangen door Barbara Pas
- Fractieleider cdH: Catherine Fonck

### College van quaestoren
Jan Jambon (N-VA) stelt voor om deze legislatuurperiode maar 4 quaestoren aan te duiden in plaats van 6, zoals voorzien. Dit wordt eenparig aanvaard.
- 1e Quaestor: Sarah Smeyers (N-VA)
- 2e Quaestor: Colette Burgeon (PS)
- 3e Quaestor: Olivier Maingain (FDF)
- 4e Quaestor: Gerald Kindermans (CD&V)

## Legende
- CD&V: Christen-Democratisch en Vlaams
- N-VA: Nieuw-Vlaamse Alliantie
- Open Vld: Open Vlaamse Liberalen en Democraten
- sp.a: Socialistische Partij anders
- VB: Vlaams Belang
- Groen
- LDD: Libertair, Direct, Democratisch
- MR: Mouvement réformateur
- FDF: Fédéralistes démocrates francophones
- PS: Parti socialiste
- cdH: Centre démocrate humaniste
- Ecolo: Ecologistes Confédérés pour l'Organisation de Luttes Originales